# Quique Dacosta
Enrique Dacosta, noto anche con lo pseudonimo di Quique (Jarandilla de la Vera, 1972), è un cuoco spagnolo, proprietario ed executive chef dell'omonimo ristorante a Dénia, Provincia di Alicante, Spagna.

## Biografia
La carriera di Quique Dacosta inizia nel 1986, a quattordici anni, quando la famiglia si trasferisce a Dénia spostandosi dall'entroterra spagnolo. Inizia lavorando come lavapiatti in un ristorante italiano senza avere alcuna preparazione in gastronomia. Da quel momento, la sua carriera è in costante ascesa: Quique conquista la prima stella Michelin nel 2002, la seconda nel 2006 ed infine la terza nel 2013. È tra i massimi rappresentanti al mondo della cucina d’avanguardia come sostenitore di idee e sistemi di cucina più avanzati rispetto alla tradizione e al gusto corrente.
Nel 2012 il suo ristorante "Quique Dacosta Restaurant" entra nella classifica dei 50 migliori ristoranti del mondo.
Oltre al già citato, Quique possiede altri cinque ristoranti: El Poblet, due stelle Michelin, Vuelve Carolina,  Mercatbar, Llisa Negra a Valencia e Arroz QD a Londra. 
Nel 2015 viene nominato presidente dell'Advisory Board del GASMA (Centro Universitario di Gastronomia e Management in Spagna). 
La filosofia della sua cucina si basa su due concetti principali: utilizzo esclusivo di prodotti locali, e metodi di cottura particolari studiati e affinati singolarmente per ogni diverso ingrediente. La sua cucina è fortemente influenzata dalla scuola francese.
Nel novembre 2017 è stato protagonista della prova in esterna che hanno dovuto sostenere i concorrenti dell'edizione numero sei del programma MasterChef Italia.

## Pubblicazioni
- (ES) Quique Dacosta, De Tapas Con Quique Dacosta, Grijalbo Ilustrados, 2015, ISBN 978-84-16220-12-0.
- (ES) Quique Dacosta, 3, Grijalbo Ilustrados, 2015, ISBN 978-84-16220-07-6.
- (ES) Quique Dacosta, Quique Dacosta 2000-2006, Montagud, ISBN 978-84-7212-142-3.
- (ES) Quique Dacosta, Arroces Contemporáneos, Montagud, ISBN 84-7212-114-3.